# جون لورد (سياسي)
جون لورد هو سياسي كندي، ولد في 29 ديسمبر 1956 في كالغاري في كندا، وتوفي بنفس المكان في 25 مارس 2014 بسبب نوبة قلبية. حزبياً، نشط في الرابطة التقدمية المحافظة في ألبرتا ‏. وقد انتخب عضو الجمعية التشريعية ألبرتا.